# Haruku
Haruku (indonez. Pulau Haruku) – indonezyjska wyspa w archipelagu Moluków, położona na wschód od wyspy Ambon oraz na zachód od wyspy Saparua. Administracyjnie stanowi kecamatan Pulau Haruku, według spisu ludności z 2010 roku liczy 24 tys. mieszkańców.
W czasie II wojny światowej na Haruku funkcjonował japoński obóz jeniecki. Osadzono w nim 2071 brytyjskich i holenderskich jeńców wojennych, spośród których zmarła blisko połowa.